# Pheidole lobulata
Pheidole lobulata är en myrart som beskrevs av Carlo Emery 1900. Pheidole lobulata ingår i släktet Pheidole och familjen myror. Inga underarter finns listade i Catalogue of Life.